# Doctor Butcher
Doctor Butcher fue un proyecto musical de corta duración emprendido por Jon Oliva y Chris Caffery de la banda de heavy metal Savatage, el cual lanzó un álbum del mismo nombre en 1994. El proyecto nació cuando Jon Oliva abandonó Savatage al final de la gira soporte del álbum Streets: A Rock Opera. Oliva invitó a Caffery a hacer parte del proyecto junto al percusionista Johnny Osborn.

## Lista de canciones
Toda la música compuesta por Chris Caffery and Jon Oliva. 
| N.º | Título                             | Duración |  |
| 1.  | «The Altar»                        | 5:39     |  |
| 2.  | «Don't Talk to Me»                 | 3:02     |  |
| 3.  | «Season of the Witch»              | 6:19     |  |
| 4.  | «Reach Out and Torment Someone»    | 2:28     |  |
| 5.  | «Juice»                            | 1:43     |  |
| 6.  | «The Chair»                        | 6:13     |  |
| 7.  | «Innocent Victim»                  | 5:20     |  |
| 8.  | «The Picture's Wild»               | 4:45     |  |
| 9.  | «Lost in the Dark»                 | 4:52     |  |
| 10. | «I Hate, You Hate, We All Hate!!!» | 4:34     |  |
| 11. | «All for One...None for All»       | 4:41     |  |

## Créditos
- Jon Oliva – voz, bajo, teclados
- Christopher Caffery - guitarra, bajo
- Johnny Osborn - batería, percusión